# SRS (テレビ番組)
『SRS』（エスアールエス、スペシャルリングサイド）は、フジテレビほかで放送されていた格闘技情報番組である。製作局のフジテレビでは1996年4月5日（4日深夜）放送開始、2008年10月4日（3日深夜）放送終了。

## 概要
フジテレビが大会中継を行なっているK-1や極真空手を始めとして、修斗やキックボクシングなど格闘技全般を取り扱っていた。かつてはPRIDEやパンクラス、UFCも扱っていた。
それまで深夜の単発放送だったK-1中継番組をゴールデンタイムに昇格させるべく、K-1の情報を定期的にフォローする番組として、フジテレビスポーツ局の清原邦夫が1996年に開始させた。1999年からはPRIDEも扱うようになり、K-1とPRIDEの人気の原動力となった。毎年、年明けには年間ベストバウトを発表していた。
1999年6月には、格闘技評論家として番組に準レギュラー出演していた谷川貞治が編集長を務める『SRS-DX』が扶桑社から創刊された（隔週木曜日発売、2003年に休刊）。
2008年10月4日放送分をもって放送終了を迎え、12年半の歴史に幕を下ろした。

## 出演者

### 司会
番組開始から半年間はナレーターの武居“M”征吾が、2001年12月まではタレントの田代まさしが司会を務めていたが、田代は不祥事によって番組を降板。2002年4月からは漫才師の浅草キッドが司会を務めるようになった。

### 格闘ビジュアルクイーン（歴代メインキャスター）
彼女たちは本番組への起用と同時に、K-1中継番組のキャスターやリポーターにも起用されていた。『CanCam』（藤原・長谷川・西山）と『JJ』（畑野・東原）両誌の専属モデルから交互に選ばれる傾向が見られる（正確には、藤原のみ『JJ』→『CanCam』の移籍歴がある）。
- 初代：藤原紀香、1996年4月 - 1999年3月
- 2代目：畑野浩子、1999年4月 - 2000年3月
- 3代目：長谷川京子、2000年4月 - 2003年4月
- 4代目：東原亜希、2003年5月 - 2006年5月
- 5代目：西山茉希、2006年6月 - 2008年10月

番組終了後も、藤原紀香・東原亜希・西山茉希は『K-1 GRANDPRIX』のキャスターを継続している。東原が産休でタレント活動を休止した後、K-1ファンとして幾度かゲスト出演していた優木まおみが2009年3月28日から後任を務めている。
現在は、K-1 WORLD GPシリーズの数日前に、上記の司会者・キャスターで特別番組としてのみ放送されている。

### 準レギュラー
格闘技雑誌『格闘技通信』『SRS-DX』の編集長で、K-1を運営するFEG社長の谷川貞治が格闘技評論家として定期的に出演した。
「格闘ビデオ道」というコーナーを担当していたミュージシャンの大槻ケンヂ、格闘技好きの森本レオ、極真空手の経験者でタレントの長嶋一茂なども不定期に出演。浅草キッドも元は準レギュラーだったが、後に司会に昇格した。「お取り寄せバトル」というコーナーを関根勤が担当。

## 放送時間
いずれもフジテレビの時間帯とする（出典：）。
| 放送期間   | 放送期間   | 放送時間（日本時間）               | 備考     |
| ---------- | ---------- | ---------------------------------- | -------- |
| 1996.04.05 | 1996.09.27 | 金曜 1:00 - 1:30（30分、木曜深夜） |          |
| 1996.10.04 | 1998.03.27 | 金曜 1:10 - 1:40（30分、木曜深夜） | [ 注 1 ] |
| 1998.04.17 | 1998.09.25 | 金曜 1:40 - 2:10（30分、木曜深夜） | [ 注 2 ] |
| 1998.10.16 | 1999.10.01 | 金曜 1:20 - 1:50（30分、木曜深夜） |          |
| 1999.10.15 | 2000.03.24 | 金曜 1:15 - 1:45（30分、木曜深夜） |          |
| 2000.04.14 | 2000.09.22 | 金曜 1:25 - 1:55（30分、木曜深夜） |          |
| 2000.10.07 | 2000.12.22 | 土曜 1:45 - 2:15（30分、金曜深夜） | [ 注 3 ] |
| 2001.01.13 | 2001.06.30 | 土曜 2:15 - 2:45（30分、金曜深夜） |          |
| 2001.07.14 | 2001.12.22 | 土曜 1:45 - 2:15（30分、金曜深夜） |          |
| 2002.01.12 | 2002.06.29 | 土曜 2:15 - 2:45（30分、金曜深夜） |          |
| 2002.07.06 | 2002.12.21 | 土曜 1:45 - 2:15（30分、金曜深夜） |          |
| 2003.01.11 | 2003.03.29 | 土曜 2:15 - 2:45（30分、金曜深夜） |          |
| 2003.04.12 | 2003.06.28 | 土曜 2:10 - 2:40（30分、金曜深夜） |          |
| 2003.07.12 | 2005.03.26 | 土曜 1:40 - 2:10（30分、金曜深夜） | [ 注 4 ] |
| 2005.04.16 | 2005.09.24 | 土曜 1:50 - 2:20（30分、金曜深夜） |          |
| 2005.10.14 | 2006.03.24 | 金曜 1:35 - 2:05（30分、木曜深夜） |          |
| 2006.04.15 | 2008.09.27 | 土曜 2:20 - 2:50（30分、金曜深夜） | [ 注 5 ] |

## 放送局
テレビ西日本での放送時間は2006年4月以降のデータ。それ以外は個別に出典が提示されてあるものを除き各局打ち切り時のデータ。
| 放送対象地域 | 放送局                    | 系列           | 放送時間 | 備考                    |
| ------------ | ------------------------- | -------------- | --- | ----------------------- |
| 関東広域圏   | フジテレビ（CX）          | フジテレビ系列 | （前述参照） | 製作局                  |
| 北海道       | 北海道文化放送（UHB）     | フジテレビ系列 | 日曜 1:40 - 2:10（土曜深夜、1996年10月13日 - 1997年3月30日） → 金曜 1:30 - 2:00（木曜深夜、1997年4月4日 - 10月3日） → 金曜 2:00 - 2:30（木曜深夜、1997年10月17日 - 1998年3月27日） 土曜 2:15 - 2:45（金曜深夜、2001年4月14日 - 6月30日） → 土曜 1:45 - 2:15（金曜深夜、2001年7月14日 - 12月22日） → 土曜 2:15 - 2:45（金曜深夜、2002年1月12日 - 3月23日） | [ 注 6 ]                |
| 宮城県       | 仙台放送（OX）            | フジテレビ系列 | 土曜 1:50 - 2:20（金曜深夜） | 途中打ち切り            |
| 長野県       | 長野放送（NBS）           | フジテレビ系列 | 金曜 1:35 - 2:05（木曜深夜） | 途中打ち切り            |
| 中京広域圏   | 東海テレビ（THK）         | フジテレビ系列 | 土曜 1:20 - 1:50（金曜深夜） | 遅れネット 途中打ち切り |
| 近畿広域圏   | 関西テレビ（KTV）         | フジテレビ系列 | 木曜 1:05 - 1:35（水曜深夜） | 遅れネット 途中打ち切り |
| 広島県       | テレビ新広島（TSS）       | フジテレビ系列 | 木曜 1:05 - 1:35（水曜深夜） | 途中打ち切り            |
| 愛媛県       | テレビ愛媛（EBC）         | フジテレビ系列 | 不明 |                         |
| 高知県       | 高知さんさんテレビ（KSS） | フジテレビ系列 | 水曜 1:05 - 1:35（火曜深夜） | 途中打ち切り            |
| 福岡県       | テレビ西日本（TNC）       | フジテレビ系列 | 土曜 2:45 - 3:15（金曜深夜） | 遅れネット              |
| 熊本県       | テレビ熊本（TKU）         | フジテレビ系列 | 金曜 1:35 - 2:05（木曜深夜） | 途中打ち切り            |

## スタッフ
- ナレーター：立木文彦
- 企画：フジテレビ格闘技委員会
- 広報：小出和人
- CAM：黒崎修一・永妻満・鈴木潤（以上ワークビジョン）
- VE：佐藤直樹・白井宗敏・吉田均（以上ワークビジョン）
- 音声：木村直司
- 編集：石橋昭孝（ウエストレイクスタジオ）、江原英生、中隆一
- MA：吉沼秀夫（ウエストレイクスタジオ）
- サウンドコラージュ：東藤雅人・北山景太郎（以上プロジェクト80）
- TK：山本美衣→岡田紗代子
- 美術制作：夏野展實
- CG：竹内真由美、若松久義（ピボット）
- 構成：伊東雅司、押切伸一、村上卓史、金森直哉
- AP→プロデューサー：永盛健之
- AP：金井由紀子
- AD：泊謙次
- ディレクター（兼演出）：荒木浩二、佐々木敦規、青山速己、福田直幸、小松俊規、松坂広之、佐々木淳乃、丸林徳昭、長谷川一男、中沢剛
- チーフディレクター：吉村忠史
- プロデューサー：清原邦夫→鈴木専哉
- 制作協力：ディ・コンプレックス
- 制作：フジテレビスポーツ局
- 制作著作：フジテレビ